# 大樹駅

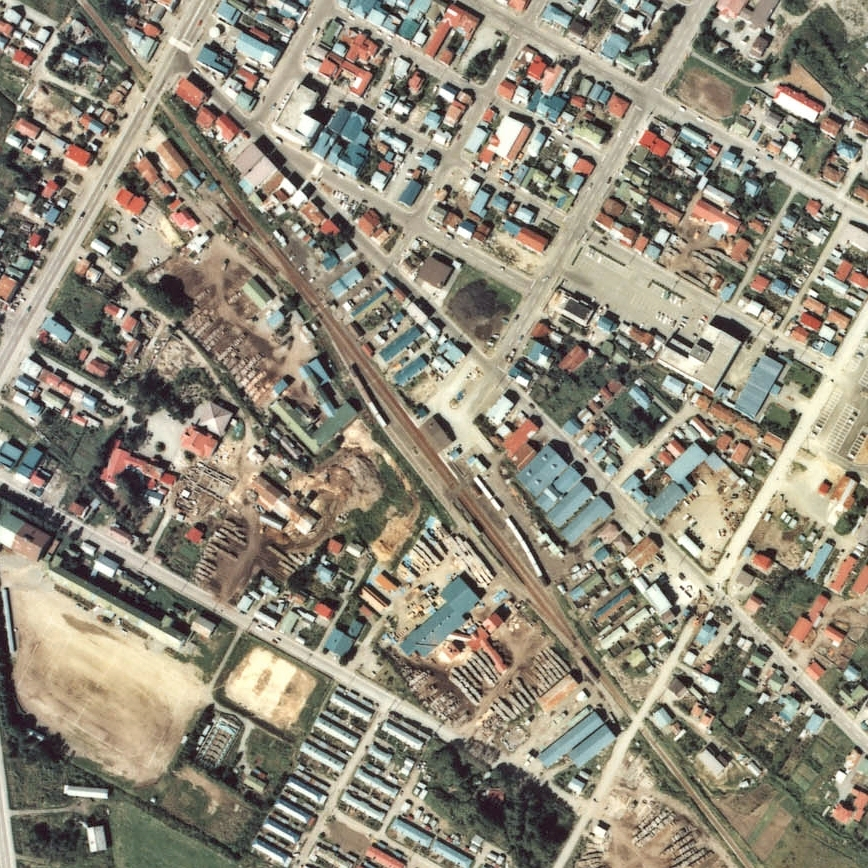
1977年の大樹駅と周囲約500m範囲。右下が広尾方面。

大樹駅（たいきえき）は、北海道（十勝支庁）広尾郡大樹町寿通一丁目にかつて存在した、日本国有鉄道（国鉄）広尾線の駅（廃駅）である。電報略号はイキ。事務管理コードは▲111511。

## 歴史
- 1930年（昭和5年）10月10日：国有鉄道（鉄道省）広尾線中札内駅 - 当駅間の延伸開通に伴い、開業[3]。一般駅[3]。池田機関庫帯広分庫大樹駐泊所設置。
- 1932年（昭和7年）11月5日：当駅 - 広尾駅間の延伸開通（広尾線全通）に伴い[4]、中間駅となる。
- 1936年（昭和11年）9月30日 - 昭和天皇の北海道巡幸。帯広駅 - 大樹駅間でお召し列車が往復運行[5]。
- 1966年（昭和41年）9月：駅前広場拡張整備完了[4]。
- 1976年（昭和51年）12月：駅舎改築[6]。
- 1982年（昭和57年）9月10日：貨物の取り扱いを廃止[1]。
- 1984年（昭和59年）2月1日：荷物の取り扱いを廃止[1]。
- 1987年（昭和62年）2月2日：広尾線の全線廃止に伴い、廃駅となる[1]。

### 駅名の由来
所在地名より。開業時は広尾村大字歴舟村の一地名であったが、分村に際して村名（→町名）となった。

## 駅構造

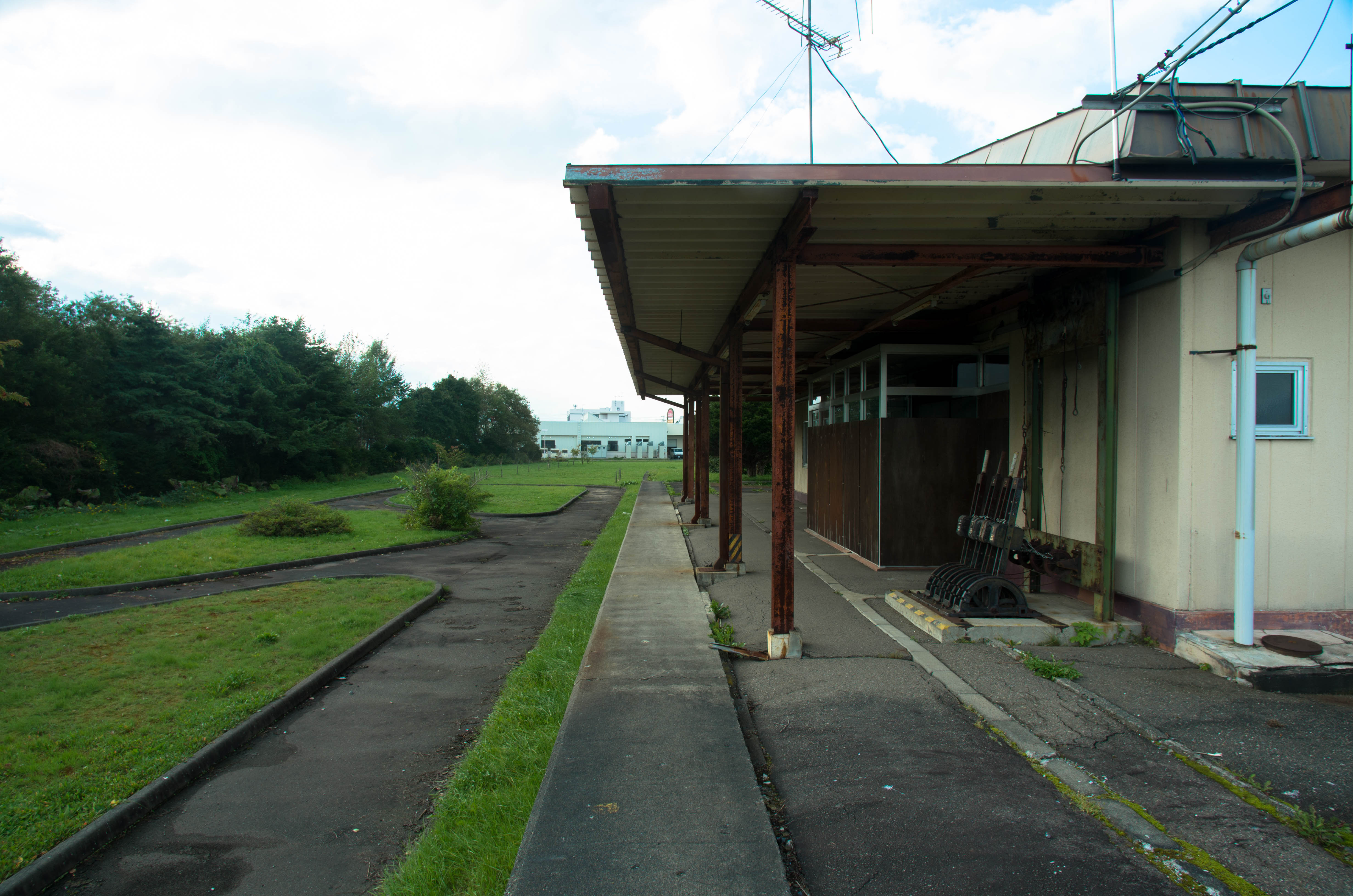
駅ホーム及び線路跡地

廃止時点で、単式ホーム・島式ホーム（片面使用）を複合した2面2線のホームと線路を有する地上駅で、列車交換が可能な交換駅であった。互いのホームは、駅舎側ホーム南側と島式ホーム南側を結んだ構内踏切で連絡していた。駅舎側ホーム（東側）が下りの1番線、島式ホーム（西側）が上りの2番線となっていた。島式ホームの外側1線を側線として有し、そのほか1番線の広尾方から分岐し駅舎南側のホーム切欠き部分の貨物ホームへの貨物側線を1線と、2番線の帯広方から分岐した短い行き止まりの側線を1線有していた。
職員配置駅となっており、駅舎は構内の東側に位置しホーム中央部分に接していた。1976年（昭和51年）に、大樹町が国鉄利用債を利用して改築した鉄筋造りの駅舎であった。

## 利用状況
1981年度（昭和56年度）の1日当たりの乗降客数は204人。

## 駅周辺
- 国道236号（広尾国道）[9]
- 大樹町役場
- 柏林公園 - 大樹町役場近く。敷地内に9600形蒸気機関車59611号機が静態保存・展示されている[10]。当線でも活躍した車両であった。
- 大樹郵便局
- 大樹駅前簡易郵便局　‐　2014年1月14日に移転するが、局名はそのままである。
- 広尾警察署大樹駐在所
- 帯広土木現業所大樹出張所
- 北海道大樹高等学校
- 大樹中学校
- 大樹小学校
- 大樹町国民健康保険病院
- 大樹町農業協同組合（JA大樹町）
- 大樹漁業協同組合
- 雪印乳業株式会社（現・雪印メグミルク株式会社）大樹工場
- 高野山寺
- 歴舟川
- 道の駅コスモール大樹
- 十勝バス大樹案内所、「大樹コスモール前」停留所

## 駅跡
廃駅後は駅舎は十勝バスの待合所に再利用され、2002年（平成14年）時点で係員を配置して乗車券窓口と待合所が利用されていた。その後十勝バス大樹案内所が道の駅コスモール大樹へ移転し、2005年（平成17年）10月からは北海道衛星株式会社の本社が入居している。
構内は大樹町により、「大樹町交通公園」として整備され、1999年（平成11年）時点ではホームとレールが保存され、ホーム側にはブルートレイン色に塗られたオハ62形客車オハ62 76とスユニ60形客車スユニ60 301の2両の旧型客車と2両の貨車が静態保存・展示されていた。客車は、ライダーハウスとしても使われた。
その後、老朽化に伴い車両は2000年夏頃に撤去され、2002年（平成14年）時点で旧ホーム側は転轍てこの残存を始めとした廃線当時のままの状態、ホームは駅名標の枠のみが残存していた。またレールは撤去され小公園になっていた。
また、1999年（平成11年）時点では当駅跡の北約1.5kmの地点にある歴舟川に橋台が残存し、大樹駅方面への線路跡も低い築堤や遊歩道として残存・再利用されていた。2010年（平成22年）時点でも歴舟川の橋台は残存しているが、藪に埋もれている。

## 隣の駅
日本国有鉄道
広尾線
十勝東和駅 - 大樹駅 - 石坂駅